# San Juan de Betulia (ort)
San Juan de Betulia är en ort i Colombia.   Den ligger i departementet Sucre, i den norra delen av landet, 500 km norr om huvudstaden Bogotá. San Juan de Betulia ligger 152 meter över havet och antalet invånare är 9 092.
Terrängen runt San Juan de Betulia är platt. Runt San Juan de Betulia är det ganska tätbefolkat, med 100 invånare per kvadratkilometer. Närmaste större samhälle är Sincelejo, 17,5 km väster om San Juan de Betulia. Omgivningarna runt San Juan de Betulia är huvudsakligen savann.